# Sehen statt Hören (Bayerischer Rundfunk)
Sehen statt Hören ist eine wöchentliche Fernsehsendung im Magazinformat speziell für gehörlose und schwerhörige Zuschauer. Produziert wird die halbstündige Sendung vom Bayerischen Rundfunk. Ausgestrahlt wird sie in allen Dritten Programmen der ARD sowie auf 3sat und ARD alpha. Zurzeit ist sie die einzige Sendung in Deutschland, die sich regelmäßig den Interessen und den Informationsbedürfnissen hörgeschädigter Zuschauer widmet. Die erste von inzwischen über 1.600 Ausgaben wurde 1975 ausgestrahlt und von Lothar Dombrowski moderiert. Die Sendung wird in Gebärdensprache moderiert. Darüber hinaus sind alle Folgen der Sendung mit Untertiteln versehen und es ertönen zusätzlich Off-Stimmen von Sprechern und Sprecherinnen, die die gebärdeten Sätze in die Lautsprache übersetzen.

## Geschichte
Nachdem verschiedene Verbände und Eltern gehörloser Kinder sowie Otto Weinzheimer vielfach eine eigene Sendung mit Untertiteln für gehörlose und schwerhörige Menschen gefordert hatten, baute Enzio von Cramon, der damals Redakteur des Bayerischen Rundfunks war, ab 1974 die Sendereihe „Sehen statt Hören“ auf. Als erste Moderatorin der Sendung wählte man die Gehörlosenlehrerin Elke Grassl; als Intro-Melodie wählte man Ausschnitte aus dem Tomita-Album „Pictures at an Exhibition“. Gottfried Weileder, der selbst gehörlos und im Gehörlosenverband aktiv war, war beratend tätig.
1990 suchte man nach einem selbst gehörlosen oder schwerhörigen Moderator und fand ihn in Jürgen Stachlewitz. Er moderierte in  Deutscher Gebärdensprache (DGS), wodurch die Sendung mehr Zuspruch bei der Zielgruppe fand. 1993 bekam dagegen die ebenfalls gehörlose Rona Meyendorf weiterreichende redaktionelle Entscheidungsrechte.
Enzio von Cramon ging 1993 in Rente und Francine Gaudray übernahm die Redaktion bis 1999. Seit 2002 ist Gerhard Schatzdorfer, vorher langjähriger Hauptautor der Sendung und Kulturpreisträger des Deutschen Gehörlosenbundes (DGB) 1993, leitender Redakteur. Jürgen Stachlewitz verabschiedete sich am 26. April 2014 mit der letzten Sendung in seinen Ruhestand. Weitere Moderatoren sind Christine Weinmeister, Anke Klingemann, Georginia Schneid und Thomas Zander, die sich auch zwischendurch abwechseln. Jason Guiranna ist ebenfalls Teil des Teams. Seit dem 50. Jubiläum wird von Sehen statt Hören kein extra Untertitel mehr gefertigt.

## Ausstrahlungs- und Wiederholungstermine
| Sender    | Tag                           | Uhrzeit   |
| --------- | ----------------------------- | --------- |
| BR        | Samstag                       | 09:00 Uhr |
| HR        | Samstag                       | 06:15 Uhr |
| MDR       | Montag                        | 06:40 Uhr |
| NDR       | Samstag (WH)                  | 07:30 Uhr |
| RBB       | Samstag                       | 07:00 Uhr |
| SWR       | Sonntag                       | 09:30 Uhr |
| WDR       | Samstag                       | 07:20 Uhr |
| ARD alpha | Samstag                       | 10:00 Uhr |
| 3sat      | Freitag (alle 3 bis 4 Wochen) | 11:40 Uhr |

Sehen statt Hören wird auf acht Rundfunksendern und 3sat ausgestrahlt.